# Примарна бригада
«Прима́рна брига́да» (англ. Ghost Brigade) — американський містичний фільм жахів 1993 року, події якого відбуваються під час Громадянської війни в США. Режисер Джордж Гікенлупер, у головних ролях Корбін Бернсен, Адріан Пасдар і Мартін Шин. Фільм також вийшов під альтернативними назвами: «Убивча скринька» (англ. The Killing Box, рос. Ящик смерті), «Сірий лицар» (англ. Grey Knight), «Загублена бригада» (англ. The Lost Brigade).

## Акторський склад
| Актор               | Роль                     |
| ------------------- | ------------------------ |
| Корбін Бернсен      | полковник Нехемія Стрейн |
| Мартін Шин          | генерал Гаворт           |
| Біллі Боб Торнтон   | Ленгстон                 |
| Едріан Пасдар       | капітан Джон Гарлінг     |
| Девід Аркетт        | Мерфі                    |
| Алексіс Аркетт      | капрал Доусон            |
| Джон Бітті          | лейтенант                |
| Дін Кемерон         | Борн                     |
| Джош Еванс          | лейтенант Регіс          |
| Еллісон 'AJ' Ленгер | Томас хлопчик-барабанник |
| Метт Леблан         | Терюн                    |
| Джефферсон Мейз     | Мартін Бредлі            |
| Олівер Мюрхед       | Річард Бредлі            |
| Стів Прайс          | капітан Доннеллі         |
| Марк Зальцман       | капрал                   |
| Сінда Вільямс       | Ребекка                  |
| Роджер Вілсон       | майор Джозія Елкінс      |
| Рей Вайз            | полковник Джордж Талман  |

## Домашні медіа
«Примарна бригада» була випущена на VHS компанією Turner Home Entertainment у травні 1995 року та на VHS — 25 серпня 1998 року. Vanguard Cinema випустила фільм на DVD 1 січня 2005 року. Режисерська версія вийшла 1 листопада 2005 року.